# 제이미 거츠
제이미 거츠(Jami Gertz, 1965년 10월 28일 ~ )는 미국의 배우이다.

## 작품 목록

### 영화 출연
- 옳은 길 (1981, On the Right Track)
- 끝없는 사랑 (1981)
- 아직은 사랑을 몰라요 (1981)
- 알파벳 도시 (1984, Alphabet City)
- 첫경험 (1985, Mischief)
- 퀵실버 (1986)
- 십자로 (1986)
- 태양의 전사들 (1986)
- 회색 도시 (1987)
- 로스트 보이 (1987)
- 모의 법정 (1989)
- 레니게이드 (1989, Renegades)
- 발레리나의 꿈 (1989, Zwei Frauen)
- 연애 방정식 (1990, Don't Tell Her It's Me)
- 두 남자와 한 여자 (1990)
- 져지 걸 (1992)
- 트위스터 (1996)
- 세븐 걸프렌드 (1999, Seven Girlfriends)
- Keeping Up with the Steins (2006)
- Dealin' with Idiots (2013)
- 다시 내게로 (2002)

### 영화 제작
- 이민자 (2011)

### 텔레비전 출연
- 신나는 개구쟁이 (1981)
- 사랑의 가족 (1984)
- 사인펠드 (1985)
- ER (1997)
- 앨리 맥빌 (2000-02)
- The Late Late Show with Craig Kilborn (2002-04) - 초대손님
- 더 레이트 레이트 쇼 위드 크레이그 퍼거슨 (2005) - 초대손님
- 샤크 (2006)
- 안투라지 (2009-10)
- 우리동네 외계인 (2009-10)